# La española inglesa
La española inglesa (em português, A espanhola inglesa) é uma obra literária de Miguel de Cervantes Saavedra. Trata-se de um romance bizantino publicado em 1613, em um conjunto de doze novelas escritas entre 1590 e 1612, que compõem as Novelas exemplares (Novelas ejemplares de honestísimo entretenimiento).

## Enredo
A surpresa se relaciona com o evento inesperado, em que o sujeito surpreendido é tomado de sobressalto, porque não tem consciência do que vai acontecer, fica atônito, é possuído por um espanto. Seria, pois, a surpresa, uma paixão semiótica? Qual, afinal, o seu estatuto? Neste fazer interpretativo, procura-se descrever, a partir dos deslocamentos espaciais de duas famílias, uma representante da fidalguia e outra da nobreza, a confrontação de duas classes sociais na Espanha do século de ouro, designação do período clássico em que ocorre o apogeu da cultura espanhola, compreendida desde o Renascimento do século XVI até o Barroco do século XVII. As reflexões aqui postas inspiram-se em Algirdas Julien Greimas, Jacques Fontanille, Claude Zilberberg dentre outros, na perspectiva de mostrar os efeitos de sentido passionais da surpresa na obra englobada da coleção novelas exemplares (1613-1614), também conhecidas como de instâncias, de Miguel de Cervantes, segundo alguns críticos, por simples convencionalismo próprio da época, ou por questão de estética, ou ainda porque podem servir de exemplo às gerações vindouras.  

## Traduções para o português
- Miguel de Cervantes. "A espanhola inglesa". In Novelas exemplares. Tradução de Darly Nicolana Scornsienchi. São Paulo: Abril Cultural, 1970. p.97.